# Token RJ02
O  RJ02  é o modelo da Token da temporada de 1974 da F1. Foi guiado por Tom Pryce, Jacques Laffite, David Purley e Ian Ashley. 